# Sonequa Martin-Green

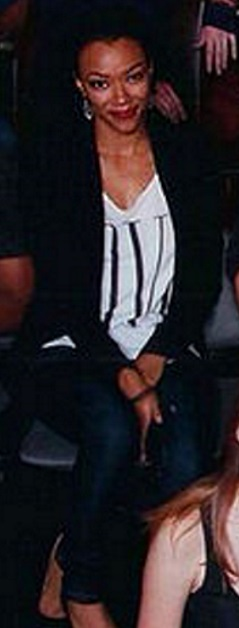
L'actriu Sonequa Martin-Green

Sonequa Martin-Green (21 de març de 1985) és una actriu estatunidenca. És coneguda per sèries de televisió, com ara Star Trek: Discovery, en què interpreta la 1a oficial Michael Burnham, o com The Good Wife, en què interpreta Courtney Wells, Tamara a Once Upon a Time i Sasha aThe Walking Dead.

## Primers anys
Martin-Green es graduà de la Universitat d'Alabama el 2007 amb una llicenciatura de teatre.

## Carrera
Martin-Green ha tingut molts papers recurrents en sèries de televisió com The Good Wife, NYC 22 i Once Upon a Time. Fou escollida per interpretar un paper recurrent a The Walking Dead com la Sasha, la germana de Tyreese (Chad Coleman). Va passar a ser un personatge principal de la temporada 4 juntament amb Emily Kinney i Chad Coleman.

## Vida Personal
Martin-Green està casada amb el Kenric Green. El setembre de 2014, anuncià que estava embarassada del seu primer fill, que és un nen nascut el gener del 2015.

## Filmografia
| Any  | Títol               | Personatge   | Notes                |
| ---- | ------------------- | ------------ | -------------------- |
| 2005 | Not Quite Right     | Coco Delight | Personatge Secundari |
| 2007 | I-Can-D             | VJ           | Personatge Secundari |
| 2008 | Blind Thoughts      | Jenna Lopez  | Personatge Secundari |
| 2009 | Toe to Toe          | Tosha        | Protagonista         |
| 2009 | Rivers Wash Over Me | Shawna King  | Personatge Secundari |
| 2011 | Da Brick            | Rachel       |                      |
| 2011 | Yelling to the Sky  | Jojo Parker  | Protagonista         |
| 2012 | Shockwave Darkside  | Private Lang | Personatge Secundari |

| Any       | Títol                        | Personatge           | Notes |
| --------- | ---------------------------- | -------------------- | --- |
| 2008      | Law & Order: Criminal Intent | Kiana Richmond       | Convidada, "Legacy" (Temporada 7, episodi 19) |
| 2009      | Army Wives                   | Kanessa Jones        | Recurrent, 3 episodis: "Duty to Inform" (Temporada 3: episodi 13) "Need to Know Basis" (Temporada 3: episodi 14) "Shrapnel and Alibis" (Temporada 3: episodi 16) |
| 2009-2011 | The Good Wife                | Courtney Wells       | Recurrent (Temporades 1-2, 8 episodis) |
| 2011      | Gossip Girl                  | Joanna               | Invitada, "The Jewel of Denial" (Temporada 5, episodi 3) |
| 2012      | NYC 22                       | Michelle Terry       | Recurrent (Temporada 1, 5 episodis) |
| 2012-2018 | The Walking Dead             | Sasha                | Temporada 3 (Personatge Recurrent, 5 episodis) Temporades 4-7 (Personatge Principal, 39 episodis) Temporada 9 (Personatge Convidat, 1 episodis)                  |
| 2013      | Once Upon a Time             | Tamara               | Recurrent (Temporada 2, 6 episodis) Convidada (Temporada 3, 1 episodi)                                                                                           |
| 2014      | Talking Dead                 | ella mateixa / Sasha | Invitada, 2 episodis |
| 2017      | Star Trek: Discovery         | Michael Burnham      | Protagonista, 4 temporades |